# Rotweinradweg
Der Rotweinradweg „B40“ ist ein zirka 35 Kilometer langer Radrundweg durch das Weinanbaugebiet Blaufränkischland im Burgenland.

## Sehenswertes entlang der Strecke
- Deutschkreutz: Schloss Deutschkreutz, Jüdischer Friedhof Deutschkreutz
- Raiding: Geburtshaus Franz Liszt, Franz-Liszt-Konzerthaus
- Neckenmarkt: Burg Neckenmarkt, Weinbau- und Fahnenschwingermuseum
- Horitschon: Weinlehrpfad